# 牛尾郁夫
牛尾 郁夫（うしお いくお、1943年〈昭和18年〉2月7日 - ）は、日本の政治家、元島根県益田市長（2期）。

## 来歴
岡山県出身。東京外国語大学外国語学部英米科卒。卒業後は文部省に入る。教育助成局財務課海外子女教育室長、国際交流基金人物交流部長、学術国際局国際企画課長、官房審議官、横浜国立大学事務局長、公立学校共済組合理事などを経て、2000年益田市長選挙に立候補し、現職の田中八洲男を破って当選。2004年に再選。2期務める。2008年に35歳の福原慎太郎に敗れ、落選。翌年から2015年まで成安造形大学学長を務めた。